# Scoparia conicella
Scoparia conicella is een vlinder uit de familie grasmotten (Crambidae). De wetenschappelijke naam is voor het eerst geldig gepubliceerd in 1863 door La Harpe.
De soort komt voor in Europa.